# Skulpturen im Möllenvogteigarten

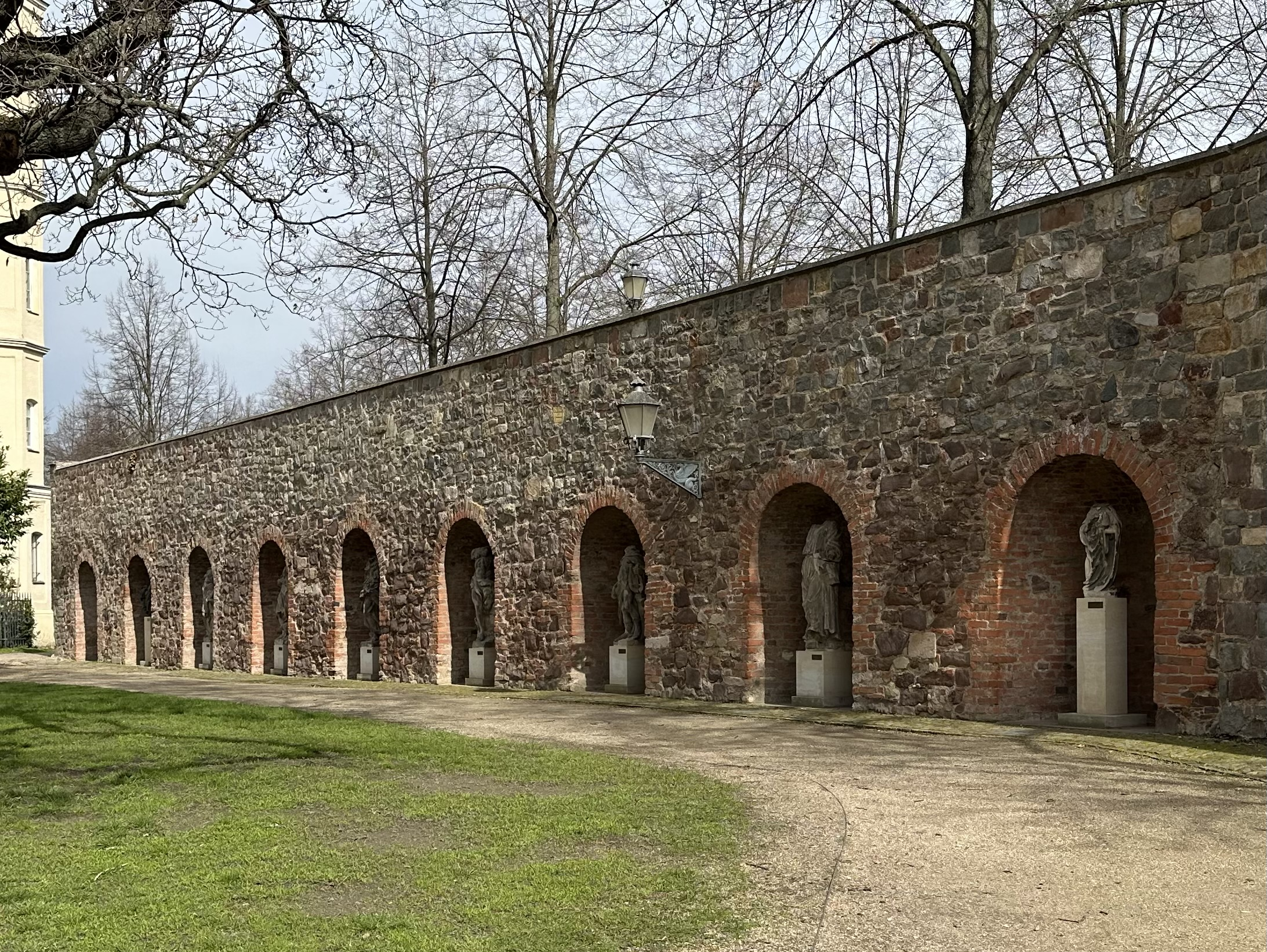
Skulpturen im Möllenvogteigarten, 2024

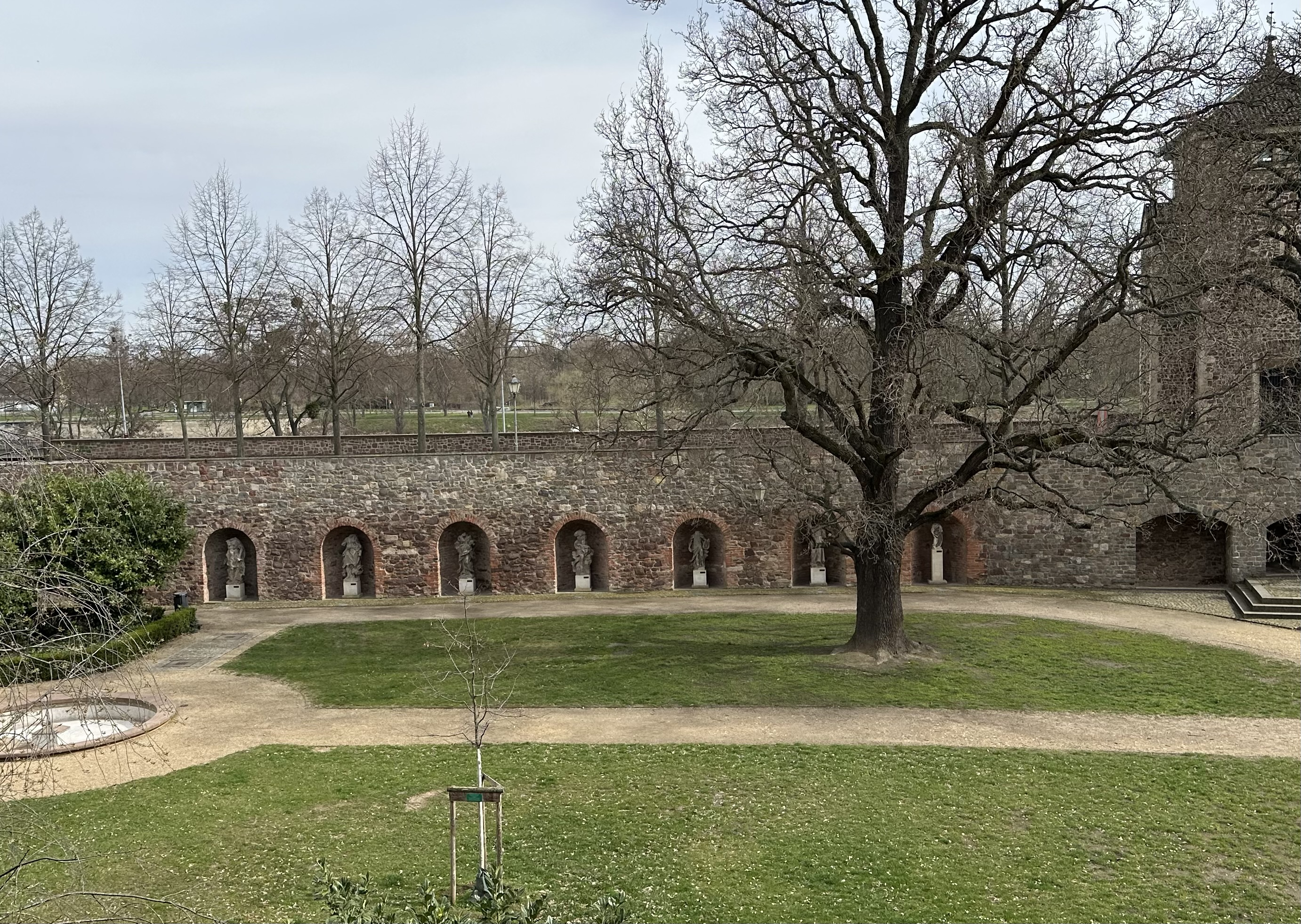
Blick von Westen

Die Skulpturen im Möllenvogteigarten sind denkmalgeschützte Skulpturen in Magdeburg in Sachsen-Anhalt.

## Lage
Die Skulpturen befinden sich in der Magdeburger Altstadt, östlich des Domplatzes an der Ostseite des Möllenvogteigartens, die von der Westmauer des Fürstenwalls gebildet wird.

## Gestaltung und Geschichte
Insgesamt stehen acht beschädigte Skulpturen in jeweils einer eigenen Nische in der Westwand des Fürstenwalls. Eine neunte Nische am nördlichen Ende ist leer. Die Skulpturen stammen aus der Zeit um 1500 bis in die Mitte des 18. Jahrhunderts und befanden sich ursprünglich an verschiedenen Stellen in der Magdeburger Altstadt. Nach der Zerstörung der Stadt im Zweiten Weltkrieg, insbesondere durch den Luftangriff auf Magdeburg am 16. Januar 1945, wurden die Skulpturen beschädigt aus den Trümmern geborgen. Alle der Skulpturen verloren ihren Kopf. Letztlich wurden die Figuren dann an ihrem heutigen Standort aufgestellt. Auf der Westseite des Möllenvogteigartens, am Aufgang zu den Häusern Domplatz 2 und 3, befanden sich weitere Fragmente, zu denen auch zwei ehemals am Sterntor befindliche Köpfe gehörten. Diese Installation wurde jedoch wieder entfernt.
Im Denkmalverzeichnis des Landes Sachsen-Anhalt sind die Skulpturen unter der Erfassungsnummer 094 82772 als Baudenkmal verzeichnet.

## Skulpturen
Nachfolgend sind die Skulpturen an der Ostseite des Möllenvogteigartens im Einzelnen aufgeführt. Die Nummerierung beginnt am südlichen (rechten) Ende.
| Nummer | Bild | Beschreibung                    | ehemaliger Standort | Bild des ehemaligen Standorts         |
| ------ | ---- | ------------------------------- | --- | ------------------------------------- |
| 1      |      | Madonna, um 1500                | Altstadt Magdeburg |                                       |
| 2      |      | Petrus, um 1700                 | Haus Zum Himmelreich, Breiter Weg 181, auf dem Giebel des Hauses | Petrusfigur auf dem Giebel des Hauses |
| 3      |      | Apollon, 1745                   | Haus Zum güldenen Kreuz, Breiter Weg 30, links auf dem Portal des Hauses, Das Portal des Hauses Zum güldenen Kreuz ist erhalten und befindet sich heute, ohne die das Portal bekrönenden Figuren, an der Adresse Breiter Weg 193. | Links auf dem Portal                  |
| 4      |      | Hermes, um 1700                 | Altstadt Magdeburg |                                       |
| 5      |      | Aphrodite, um 1700              | Altstadt Magdeburg |                                       |
| 6      |      | Hera, um 1700                   | Altstadt Magdeburg |                                       |
| 7      |      | Athena, um 1700                 | Altstadt Magdeburg |                                       |
| 8      |      | Madonna, um 1500                | Altstadt Magdeburg |                                       |
| 9      |      | leere Nische am nördlichen Ende | |                                       |